# Acronicta centralis
Acronicta centralis là một loài bướm đêm thuộc họ Noctuidae. Nó được tìm thấy ở Armenia, Iran, Tajikistan và Mông Cổ.